# Hobbs-Inseln
Die Hobbs-Inseln sind eine Inselgruppe vor der Mawson-Küste des ostantarktischen Mac-Robertson-Lands. Sie liegen 16 km nordöstlich der William Scoresby Bay.
Teilnehmer der British Australian and New Zealand Antarctic Research Expedition (1929–1931) unter der Leitung des australischen Polarforschers Douglas Mawson entdeckten die größte dieser Inseln am 18. Februar 1931. In der irrtümlichen Annahme, es handele sich um ein Kap, gab Mawson dieser den Namen Cape Hobbs. Wissenschaftler der britischen Discovery Investigations an Bord der RRS William Scoresby im Jahr 1936 sowie die Besatzung der Thorshavn bei der Lars-Christensen-Expedition 1936/37 deckten die eigentliche Natur dieses und der angrenzenden Objekte auf. Die von Mawson vorgenommene Benennung wurde in angepasster Form auf die Inselgruppe übertragen. Namensgeber ist der US-amerikanische Geologe, Glaziologe, Geograph und Arktisforscher William Herbert Hobbs (1864–1953) von der University of Michigan, Mitglied des United States Geological Survey von 1886 bis 1906.